# Rio Aldeia
O rio Aldeia é um curso de água que banha o estado do Paraná.